# Joana de Verona
Joana de Verona Correia de Vilela Machado Borges (São Luís, 8 de dezembro de 1989) é uma modelo e atriz luso-brasileira.

## Biografia
Filha de pais de Trás-os-Montes e Alto Douro, nasceu em São Luís (MA) e veio para Portugal aos 9 meses de idade. Irmã mais nova de quatro, o nome de Verona não é sobrenome, mas sim nome próprio. Os pais eram, respetivamente, economista e professora primária.
Aos 4 anos dizia que queria ser atriz ou bailarina. Subiu pela primeira vez ao palco aos 8 anos, em Almodôvar. Aos 10 anos retornou ao Brasil. Na escola fez estudos de teatro e danças paralelamente às aulas até aos 14 anos. Aos 22 anos entrou numa escola de documentários em Paris e realizou a sua primeira curta-metragem. Fez diversos trabalhos de publicidade para moda e televisão. Estudou Teatro no Conservatório até 2011 e na Escola Superior de Teatro e Cinema do Instituto Politécnico de Lisboa.
Pelo curta-metragem O Silêncio Entre Duas Canções, foi premiada Melhor Atriz no ShortCutz Viseu.

## Filmografia

### Televisão
| Ano         | Projeto                            | Papel                             | Notas                       | Canal      |
| ----------- | ---------------------------------- | --------------------------------- | --------------------------- | ---------- |
| 2001        | Presença de Anita                  |                                   | Participação em 5 episódios | Rede Globo |
| 2006 - 2007 | Morangos com Açúcar 4              | Adriana Reis                      | Elenco Principal            | TVI        |
| 2009        | Liberdade 21                       | Cristina Figueiredo               | Elenco Principal            | RTP1       |
| 2011        | Mistérios de Lisboa                | Eugénia                           | Elenco Principal            | RTP1       |
| 2013        | Dancin' Days                       | Patrícia                          | Elenco Adicional            | SIC        |
| 2013        | Depois do Adeus                    | Luísa Cardoso                     | Elenco Principal            | RTP1       |
| 2013        | Bem-Vindos a Beirais               | Marcela                           | Participação Especial       | RTP1       |
| 2014        | Os Filhos do Rock                  | Quica                             | Participação Especial       | RTP1       |
| 2015        | Os Nossos Dias                     | Mãe de Alice                      | Elenco Adicional            | RTP1       |
| 2015 - 2017 | A Única Mulher                     | Sara Sacramento                   | Coadjuvante                 | TVI        |
| 2017        | Ouro Verde                         | Beatriz Ferreira da Fonseca (Bia) | Protagonista                | TVI        |
| 2017        | A Família Ventura                  | Hélia                             | Protagonista                | RTP1       |
| 2018        | África da Sorte                    | Narcisa                           | Protagonista                | TVU        |
| 2018 - 2019 | Valor da Vida                      | Sara Folque                       | Antagonista                 | TVI        |
| 2019        | Éramos Seis                        | Adelaide Amaral Sampaio           | Atriz Convidada             | Rede Globo |
| 2019        | Santos Dumont                      | Almerinda                         | Atriz Convidada             | HBO Brasil |
| 2021        | Vento Norte                        | Mariana Guerra                    | Elenco Principal            | RTP1       |
| 2021        | Bem Me Quer                        | Lara Botelho                      | Co- Antagonista             | TVI        |
| 2021        | Bem Me Quer                        | Francisca Magalhães               | Co- Antagonista             | TVI        |
| 2022        | Vanda                              | Elisa Gonçalves                   | Protagonista (OPTO)         | SIC        |
| 2023 - 2024 | Queridos Papás                     | Adriana                           | Elenco Adicional            | TVI        |
| 2024        | Dança com as Estrelas (6.ª edição) | Ela Própria                       | Concorrente                 | TVI        |
| 2024        | Mania de Você                      | Filipa Junqueira / Irene          |                             | Rede Globo |
| 2024        | Azul                               | Kiersten Jonsson                  | Elenco Principal (OPTO)     | SIC        |

### Cinema
| Ano  | Título                                            | Direção                                                             |
| ---- | ------------------------------------------------- | ------------------------------------------------------------------- |
| 2002 | A Madrasta das Crianças                           | Andréa Avancini Walter Avancini                                     |
| 2007 | Sombras - Um Filme Sonâmbulo                      | João Trabulo                                                        |
| 2008 | A Corte do Norte                                  | João Botelho                                                        |
| 2008 | Body Water                                        | Marcos Cosmos                                                       |
| 2009 | Como Desenhar um Círculo Perfeito                 | Marco Martins                                                       |
| 2009 | Noite de Primavera                                | Marcos Cosmos                                                       |
| 2009 | Éden                                              | David Bonneville                                                    |
| 2009 | Estranhos na Noite                                | Dinis Costa                                                         |
| 2010 | Mistérios de Lisboa                               | Raúl Ruiz                                                           |
| 2010 | Universo de Mya                                   | Miguel Clara Vasconcelos                                            |
| 2010 | Quando o Inverno Chega                            | Jorge Jácome                                                        |
| 2011 | A Morte de Carlos Gardel                          | Solveig Nordlund                                                    |
| 2012 | Rafa                                              | João Salaviza                                                       |
| 2012 | Linhas de Wellington                              | Valeria Sarmiento                                                   |
| 2012 | Em Segunda Mão                                    | Catarina Ruivo                                                      |
| 2012 | Dingo                                             | Pedro Caeiro                                                        |
| 2013 | Plutão                                            | Jorge Jácome                                                        |
| 2013 | Sara                                              | Jackel Chow                                                         |
| 2013 | O Silêncio Entre Duas Canções                     | Mónica Lima                                                         |
| 2014 | Boa Noite Cinderela                               | Carlos Conceição                                                    |
| 2014 | Bodas de Papel                                    | Francisco Antunez                                                   |
| 2014 | Lei da Gravidade                                  | Tiago Rosa-Rosso                                                    |
| 2014 | Fire                                              | Jorge Flores Velasco                                                |
| 2015 | Aqui, em Lisboa - Episódios da Vida de Uma Cidade | Gabriel Abrantes Denis Côté Marie Losier Dominga Sotomayor Castillo |
| 2015 | As Mil e Uma Noites: Volume 2, O Desolado         | Miguel Gomes                                                        |
| 2015 | Yulya                                             | André Marques                                                       |
| 2015 | A Uma Hora Incerta                                | Carlos Saboga                                                       |
| 2015 | Je suis Présent                                   | Maxence Vassilyevitch                                               |
| 2016 | Le Divan de Staline                               | Fanny Ardant                                                        |
| 2017 | Summer Saturn                                     | Mónica Lima                                                         |
| 2017 | Los Territorios                                   | Iván Granovsky                                                      |
| 2018 | Anjo                                              | Miguel Nunes                                                        |
| 2018 | Amor Amor                                         | Jorge Cramez                                                        |
| 2018 | Praça Paris                                       | Lúcia Murat                                                         |
| 2018 | Pedro e Inês                                      | António Ferreira                                                    |
| 2022 | Tinnitus                                          | Gregorio Graziosi                                                   |

## Teatro
- Ensaio para uma Cartografia, de Mónica Calle (2017)